# Pausalform
Der Begriff Pausalform ist ein Terminus aus der Sprachwissenschaft und bezeichnet Veränderungen eines Wortes am Ende einer Phrase, also vor einer Sprechpause. Folgende Änderungen können auftreten, oft in Kombination miteinander: Betonungsverschiebung, veränderte Intonation (Sprachmelodie), Veränderung von Vokallänge und Vokalfarbe, Ausfall von Lauten am Wortende. Die Wortform, die an anderer Stelle im Satz verwendet wird, heißt Kontextform.
Pausalformen werden in mündlichen Sprachen und Dialekten fast unwillkürlich gebildet und werden häufig von den Sprechern gar nicht als solche wahrgenommen. Eine Sonderstellung nehmen die semitischen Sprachen Arabisch und Hebräisch ein. In beiden Sprachen gibt es religiöse Texte, die bis in die Einzelheiten genau festgelegt sind, und zwar auch für den mündlichen Vortrag, insbesondere im Gottesdienst: der Koran und der Tanach, die hebräische Bibel der Juden (das Alte Testament der Christen).

## Arabisch
Arabische Pausalformen sind durch den Wegfall vokalischer Endungen eines Wortes gekennzeichnet, also vor allem die grammatikalischen Endungen von Verben und Substantiven. Die klassische Aussprache des Hocharabischen verlangt, all diese Endungen mitzusprechen, mit Ausnahme des letzten Wortes eines Satzes, Teilsatzes oder auch Sinnabschnitts. Diese Endungen tauchen im Schriftbild nicht auf, jedes arabische Wort ist also als Pausalform geschrieben, die Endungen werden durch die entsprechenden Vokalzeichen angezeigt.
Einige Endungen, beispielsweise die verschiedenen Formen des Verbs ليس / laisa / ‚nicht sein‘, werden jedoch immer gesprochen.
Für einige Endungen gelten Sonderregelungen: Die indeterminierte Akkusativendung -an wird als -ā gesprochen. Bei den meist weiblichen Substantiven und Adjektiven, die auf Tā' marbūta enden, wird das -t in der Pausalform nicht gesprochen.
Neben der klassischen Aussprache hat sich eine „moderne“ Aussprachevariante herausgebildet, die die Pausalform auf fast alle Wörter anwendet und somit weitgehend auf grammatikalische Endungen verzichtet. Die modernen arabischen Dialekte unterscheiden in der Regel nicht zwischen Pausal- und Kontextformen oder bilden Pausalformen auf andere Weise.

## Hebräisch
Im klassischen (biblischen) Hebräisch erfahren zahlreiche Wörter am Ende eines Verses, Satzes oder Sinnabschnitts eine Änderung, die sich auf die Vokalisierung und die Betonung des Wortes oder auf beides auswirkt. Die masoretische Vokalisierung und Akzentuierung zeigt diese Änderungen an, viele Wörter bleiben aber unverändert, d. h. die Pausal- und die Kontextform ist identisch. Einige Wörter haben zwei Pausalformen, herkömmlich als „kleine“ und „große“ Pausalform (oder Pausa) bezeichnet.
Eine Pausalform, d. h. eine Markierung als Ende einer Einheit, beeinflusst in einigen Fällen das Verständnis oder die Interpretation des Textes.

### Veränderungen des Wortes
Der betonte Vokal ist in der Umschrift durch Fettdruck markiert.
- Veränderung von betonten Vokalen
  - Wechsel von betontem ɛ (segol) zu ā: in segolierten Substantiven, z. B. גָּפֶן gāfɛn (Kontext: גֶּפֶן gɛfɛn) ‚Weinrebe‘.
  - Längung von betontem a: in zahlreichen Verb- und einigen Nominalformen, z. B. קָטָל qāṭāl (Kontext: קָטַל qāṭal), 3. msg. Perfekt qal des starken Verbs; קָטָלְתִּי qāṭālti (Kontext: קָטַלְתִּי qāṭalti), 1. sg. Perfekt qal des starken Verbs; יִקְטָל yiqṭāl (Kontext: יִקְטַל yiqṭal), 3. msg. Imperfekt (stativ) qal des starken Verbs; קְטָלָנִי qǝṭālāni (Kontext: קְטָלַנִי qǝṭālani), 3. msg. Perfekt qal mit Suffix 1. sg.; לָיְלָה lāylāh (Kontext: לַיְלָה laylāh), Substantiv ‚Nacht‘; עֵינָיִם ʕēnāyim (Kontext: עֵינַיִם ʕēnayim), Substantiv mit Dualendung; עָלָי ʕālāy (Kontext: עָלַי ʕālay), Pluralsuffix 1. sg.
  - Längung von betontem a und Veränderung des vorangehenden Vokals: nur vereinzelt, z. B. אֶחָת ʔɛḥāṯ (Kontext: אַחַת ʔaḥaṯ), Kardinalzahl ‚1‘, feminin; כִּכָּרָיִם kikkārājim (Kontext: כִּכְּרַיִם kikkǝrajim), Dual vom Substantiv ‚Talent‘.
  - Wechsel von betontem a zu ē: vor allem bei Wörtern, in denen das a an die Stelle eines ursprünglichen i-Vokals getreten ist, z. B. שָׁמֵעַ šāmēăʕ (Kontext: שָׁמַע šāmaʕ), 3. msg. Perfekt qal des Verbs ‚hören‘.
  - Wechsel von betontem a zu ō: nur vereinzelt, z. B. in Imperativformen mit Endungen des Verbs ארר ʔrr, ‚fluchen‘.
  - Wechsel von betontem a zu ɛ: nur vereinzelt, z. B. עֶד ʕɛḏ (Kontext: עַד ʕaḏ), Substantiv ‚Ewigkeit‘.
  - Wechsel von betontem o zu ā: nur in der Form שָׁכָלְתִּי šāḵālti (Kontext: שָׁכֹלְתִּי šāḵolti), 1. sg. Perfekt qal des Verbs ‚kinderlos werden‘.
  - Wechsel von betontem ē zu ā: nur in der Form רָשׁ rāš (Kontext: רֵשׁ rēš), Imperativ msg. qal des Verbs ‚in Besitz nehmen‘.
- Betonungsverschiebung (ohne Vokalveränderung)
  - Kontext Endbetonung, Pausa Betonung auf der vorletzten Silbe: nur vereinzelt: אָנֹכִי ʔānōḵi (Kontext: ʔānōḵi), Personalpronomen 1. sg. ‚ich‘; נָעוּ nāʕū (Kontext: nāʕū), 3. mpl. Perfekt qal des Verbs ‚schwanken‘.
  - Pausa Endbetonung, Kontext Betonung auf der vorletzten Silbe: nur in der Form וַיֹּאכַל wayyōḵal (Kontext: wayyōḵal), 3. msg. Imperfekt mit waw consecutivum (wayyiqtol) qal des Verbs ‚essen‘.
- Vokalveränderung und Betonungsverschiebung
  - Wechsel von schwa zu betontem ā: in zahlreichen Verb- und vereinzelten Nominalformen, z. B. קָטָלָה qāṭālāh (Kontext: קָטְלָה qāṭǝlāh), 3. fsg. Perfekt qal des starken Verbs; יִקְטָלוּ yiqṭālū (Kontext: יִקְטְלוּ yiqṭǝlū), 3. mpl. Imperfekt (stativ) qal des starken Verbs; אָנִי ʔāni (Kontext: אֲנִי ʔăni), Personalpronomen 1. sg. ‚ich‘.
  - Wechsel von schwa zu betontem ē: in einigen Verb- und vereinzelten Nominalformen, z. B. יִקָּטֵלוּ yiqqāṭēlū (Kontext: יִקָּטְלוּ yiqqāṭǝlū), 3. mpl. Imperfekt nifal des starken Verbs; לֵכוּ lēḵū (Kontext: לְכוּ lǝḵū), Imperativ mpl. des Verbs ‚gehen‘; חֵצִי ḥēṣi (Kontext: חֲצִי ḥăṣi), Substantiv ‚Hälfte‘, הִנֵּנִי hinnēni (Kontext: הִנְּנִי hinnǝni), Partikel ‚siehe‘ mit Suffix 1. sg.
  - Wechsel von schwa zu betontem o: in einigen Verbformen, z. B. יִקְטֹלוּ yiqṭolū (Kontext: יִקְטְלוּ yiqṭǝlū), 3. mpl. Imperfekt qal des starken Verbs, außerdem קֹשִׁי qoši (Kontext: קְשִׁי qǝši), Substantiv ‚Härte‘.
  - Wechsel von schwa zu betontem ɛ: in einigen Nominalformen vor dem Suffix der 2. msg., z. B. דְּבָרֶךָ dǝḇārɛḵā (Kontext: דְּבָרְךָ dǝḇārḵā), Substantiv ‚dein Wort‘; außerdem עֶדִי ʕɛḏi (Kontext: עֲדִי ʕăḏi), Substantiv ‚Schmuck‘.
  - Wechsel von schwa zu betontem ā und Wegfall von auslautendem ā: nur bei Präpositionen mit Suffix 2. msg., z. B. לָךְ lāḵ (Kontext: לְךָ lǝḵā), ‚(zu) dir‘.
  - Wechsel von schwa zu betontem ɛ und Wegfall des vorausgehenden Vokals: in einigen Verbformen vor dem Suffix der 2. msg., z. B. יִקְטְלֶךָ yiqṭǝlɛḵā (Kontext: יִקְטָלְךָ yiqṭålǝḵā), 3. msg. Imperfekt qal des starken Verbs.
  - Wechsel von schwa zu betontem ā und Wechsel des vorausgehenden Vokals: nur vereinzelt, z. B. יֶחְפָּרוּ yɛḥpārū (Kontext: יַחְפְּרוּ yaḥpǝrū), 3. mpl. Imperfekt qal des Verbs ‚beschämt sein‘.
  - Wechsel von schwa zu betontem ē und Verdopplung des folgenden Konsonanten: nur in der Form חָדֵלּוּ ḥāḏēllū (Kontext: חָדְלוּ ḥāḏǝlū), 3. msg. Perfekt qal des Verbs ‚schwinden‘.
  - Kontext Betonung auf der vorletzten Silbe, Pausa Endbetonung mit Veränderung des betonten Vokals: in einigen häufig vorkommenden endungslosen Verbformen im Imperfekt mit waw consecutivum (wayyiqtol), z. B. וַיֹּאמַר wayyomar (Kontext: וַיֹּאמֶר wayyomɛr), ‚er sagte‘; וַיֵּלַךְ wayyēlaḵ (Kontext: וַיֵּלֶךְ wayyēlɛḵ), ‚er ging‘; וַיָּמֹת wayyāmoṯ (Kontext: וַיָּמָת wayyāmåṯ), ‚er starb‘.
  - Verdoppelung eines Konsonanten: nur in vereinzelten Verbformen; die Interpretation als Pausalformen ist unsicher.
- Veränderung von unbetonten Vokalen
  - Wechsel von schwa zu unbetontem o: nur in der 2. und 3. mpl. Imperfekt qal des starken Verbs mit nun paragogicum, יִקְטֹלוּן yiqṭolūn (Kontext: יִקְטְלוּן yiqṭǝlūn).
  - Wechsel von schwa zu unbetontem ā: in einigen Verbformen, z. B. יִקְטָלוּן yiqṭālūn (Kontext: יִקְטְלוּן yiqṭǝlūn), 3. mpl. Imperfekt (a-Vokal) des starken Verbs mit nun paragogicum; נִמְצָאִים nimṣāʔim (Kontext: נִמְצְאִים nimṣǝʔim), Partizip mpl nifal von Verben III.א.
  - Wechsel von schwa zu unbetontem ā und Wechsel des vorausgehenden Konsonanten: nur vereinzelt, z. B. יֶחְפָּצוּן yɛḥpāṣūn (Kontext: יַחְפְּצוּן yaḥpǝṣūn), 3. mpl. Imperfekt (a-Vokal) eines Verbs I.ח mit nun paragogicum.
  - Wechsel von schwa zu unbetontem ē: in einigen Verbformen, z. B. יִקָּטֵלוּן yiqqāṭēlūn (Kontext: יִקָּטְלוּן yiqqāṭǝlūn), 3. mpl. Imperfekt nifal des starken Verbs mit nun paragogicum; קֹטֵלָה qoṭēlāh (Kontext: קֹטְלָה qoṭǝlāh), Partizip fsg qal des starken Verbs mit unsegolierter Endung.
- Kleine und große Pausalform
  - Kontext Endbetonung, kleine Pausa Betonung auf der vorletzten Silbe, große Pausa Betonung auf der vorletzten Silbe und Längung des Vokals: nur in folgenden Formen: 1. sg. und 2. msg. von Perfektformen mit waw consecutivum, Kontext וְקָטַלְתִּי wǝqāṭalti, kleine Pausa וְקָטַלְתִּי wǝqāṭalti, große Pausa: וְקָטָלְתִּי wǝqāṭālti; Personalpronomen 2. msg. ‚du‘, Kontext אַתָּה ʔattā, kleine Pausa אַתָּה ʔattā, große Pausa אָתָּה ʔāttā; Adverb ‚jetzt‘, Kontext עַתָּה ʕattā, kleine Pausa עַתָּה ʕattā, große Pausa עָתָּה ʕāttā.

### Stellung der Pausalformen
Zur Frage, wo im Text eine Pausalform auftritt, gibt es verschiedene Theorien.
In den Grammatiken und Lehrbüchern werden die Pausalformen meistens als von den masoretischen Akzenten (Teamim) abhängig angesehen. Dem liegt die Beobachtung zugrunde, dass sich bei einigen Akzenten (Sof pasuq, Atnah und Ole we-Jored) fast immer Pausalformen finden. Für die Pausalformen, die mit anderen Akzenten auftreten, werden verschiedenen Erklärungen vorgeschlagen, die die Hierarchie der Akzente, die Syntax und die Semantik berücksichtigen.
Ausgehend von der Tatsache, dass kein Akzent immer Pausalformen bewirkt, werden Pausalformen als von der Syntax, teils auch von der Semantik, abhängig erklärt.
Eine weitere Theorie versucht, diese beiden Ansätze miteinander zu verbinden: Das Versende und die Versmitte, sofern sie mit Atnah oder Ole we-Jored markiert ist, bewirken in der Regel Pausalformen. In der Versmitte ohne diese Akzente finde sich oft, aber nicht immer, ebenfalls eine Pausalform. An den anderen Stellen im Vers seien die Pausalformen von den Akzenten unabhängig und durch Syntax oder Semantik begründet.

### Nicht-biblisches Hebräisch
In den althebräischen Inschriften und in den hebräischen Handschriften vom Toten Meer (Qumran) gibt es keine erkennbaren Pausalformen, da diese Texte unvokalisiert sind. Im Hebräisch der Mischna (siehe Mittelhebräisch) werden einige, aber nicht alle der biblischen Pausalformen verwendet. Im modernen Ivrit werden solche Variationen nur mehr in sehr gehobener, an der Bibel orientierter Sprache berücksichtigt.

## Aramäisch
In judäo-aramäischen Sprachen finden sich Pausalformen, das Phänomen geht auf die hebräische Phonologie zurück. Beispiele im Biblischen Aramäisch sind וְחָיִל wəḥāyil ‚und Stärke‘ (Esra 4:23) und בְּחָיִל bəḥāyil ‚mit  Stärke‘ (Daniel 3:4, vgl. Kontextform בְּחַיִל bəḥayil unter Daniel 5:7), קֳדָמָי qoḏāmāy ‚vor mir‘ statt des zu erwartenden *קֳדָמַי qŏḏāmay (Daniel 2:6), שָׁמְרָיִן šomrāyin ‚Samaria‘ (Esra 4:10 statt *שָׁמְרַיִן šomrayin) und בְּשָֽׁמְרָיִן bəšomrāyin ‚in Samaria‘ (Esra 4:17) sowie עֲנָיִן ʕănāyin ‚elend‘ (Daniel 4:24) statt *עֲנַיִן ʕănayin. Gelegentlich kommt dies auch in den Targumim (Bibelübersetzungen ins Aramäische) vor: וּלְמַעַבָּד ūlmaʕabbāḏ ‚und zu tun‘ (דְּבָרִים Dəḇārīm/5 Mose 24:8 nach dem Targum Onkelos; Infinitiv im Biblisch-Aramäischen: לְמֶעְבַּד ləmɛʕbbāḏ). Das nicht zu den jüdischen Sprachen zählende Syrisch wiederum hat keine besondere Pausalbetonung, allenfalls könnte die Dehnung von a zu ā (westsyrisch ō) in ܐܵܒ݂ܝ ʔāḇ (westsyrisch ܐܳܒܝ ʔōḇ) ‚mein Vater‘ und ܐܵܚܝ ʔāḥ (westsyrisch ܐܳܚܝ ʔōḥ) ‚mein Bruder‘ „eine ursprünglich nur pausale Erscheinung sein, die weiter auf nichtpausale Formen übertragen wurde“.